# A család egészsége
A család egészsége, alcímén Népszerű orvosi tájékoztató és tanácsadó egy Horthy-korszakbeli magyar egészségügyi enciklopédia.

## Jellemzői
A Somogyi Béla osztályvezető orvos által szerkesztett közel 800 oldalas nagy alakú kötet a Dante Könyvkiadó gondozásában Budapesten jelent meg 1928-ban, és egyike volt a két világháború között megjelent magyar egészségügyi enciklopédiáknak. A szerkesztő és a szerzők arra törekedtek, hogy népszerű, olvasmányos módon mutassák be az ember egészségével kapcsolatos ismereteket, és ezt segítendő, jelentős mennyiségű illusztrációs anyaggal (egész oldalas színes ábrák, fekete-fehér képek) látták el a kötetet.
Az előszóban báró dr. Kéthly László, a budapesti Királyi Pázmány Péter Tudományegyetem nyilvános rendes tanára és orvoskari dékánja azt fejtegette, hogy a nagyobb tömegek felvilágosításához az előadások, vetítések, szemléltetések mellett
„állandó eredmény a jó könyvtől várható, mert mindig kéznél van. Emlékezetünket mindenkor felfrissíthetjük, ellenőrizhetjük, míg az oktatás más módjánál a hallottak és látottak emlékezetünkből elmosódhatnak. [...] E könyv hangsúlyozott célja kioktatni embertársainkat arra, hogy mit kell, mit lehet, mit szabad, és mit nem szabad tenni magunk, hozzátartozóink és embertársaink egészségének megóvása érdekében és mit rosszullét, baleset, megbetegedés esetében, míg orvoshoz kerülünk.”
A kötet újabb vagy fakszimile kiadással nem rendelkezik, és elektronikus úton sem érhető el. Antikváriusi kínálatban viszonylag gyakran előfordul.

## Munkatársak
A kötet összeállításában a szerkesztőn kívül összesen 33 orvos vett részt:
- Dr. Barabás Zoltán gyermekmenhelyi igazgató főorvos
- Dr. Bíró Béla rendőrorvos tanácsos
- Dr. Csillag Jakab osztályvezető belgyógyász
- Dr. Demjanovich Emil egészségügyi főtanácsos
- Dr. Dollinger Béla egyetemi rendkívüli tanár
- Dr. Ertl János egészségügyi főtanácsos, egyetemi magántanár
- Dr. Focher László idegorvos
- Dr. Friedrich László osztályvezető orvos
- Dr. Friedrich Vilmos egészségügyi főtanácsos, egyetemi címzetes rendkívüli tanár
- Dr. Gara Elek sebész urulógus
- Dr. Gál Jenő rendelő főorvos
- Dr. Gerlóczy Géza egyetemi magántanár
- Dr. Gózony Lajos egyetemi magántanár
- Dr. Henszelmann Aladár egyetemi magántanár
- Dr. Horváth Boldizsár egyetemi tanársegéd
- Dr. Hrabovszky Zoltán kórházi osztályvezető főorvos
- Dr. Humayer Károly osztályvezető sebész
- Dr. Huszár József tüdőbeteg gondozó intézeti szakorvos
- Dr. Katona Tibor idegorvos
- Dr. Lehotay Károly szanatóriumi főorvos
- Dr. Mandler Ottó gyógyintézeti főorvos
- Dr. Mihalovics István fogorvos
- Dr. Moll Károly kórházi osztályvezető főorvos
- Dr. Práger Márton rendelő főorvos
- Dr. Remetey Béla kórházi főorvos
- Dr. Réthy Aurél sebész-, orr-, gége- és fülorvos
- Dr. Rohrböck József kórházi főorvos
- Dr. Schimert Gusztáv kórházi főorvos, homeopata
- Dr. Schuschny Henrik egészségügyi tanácsos, egészségtan tanár
- Dr. Udvarhelyi Károly egyetemi magántanár
- Dr. Waldmann Iván poliklinikai szemész főorvos
- Dr. Wiesinger Frigyes kórházi főorvos, nőgyógyász

## Kötetbeosztás
- A kötet első fele (1–209. o.) tematikus-enciklopédikus módon mutatta be az egészségügy főbb területeit, így: az emberi test felépítését, az érzékszervek működését, a szaporodást, a jelentősebb betegségeket, az alkohol romboló hatásait az emberi szervezetre, és az elsősegélynyújtás alapelveit.
- A kötet második fele (210–791. o.) tulajdonképpen egy belső lexikon, amely ABC-rendbe helyezett hosszabb-rövidebb szócikkekben ismertette az egészségügyhöz kapcsolódó fogalmakat. Az első és a második rész tartalma csak részben fedi át egymást.

## Képtár
- Gerincdísz
- Különböző tüdőbetegségek
- Az alkohol káros hatásai a szervezetre
- Csecsemőápolás
- Csecsemőfejlődés
- Különböző ember szervek felépítése
- Különböző ember szervek felépítése
- Gyógynövények
- Elsősegélynyújtási ismeretek